# Dorfkirche Kuhsdorf

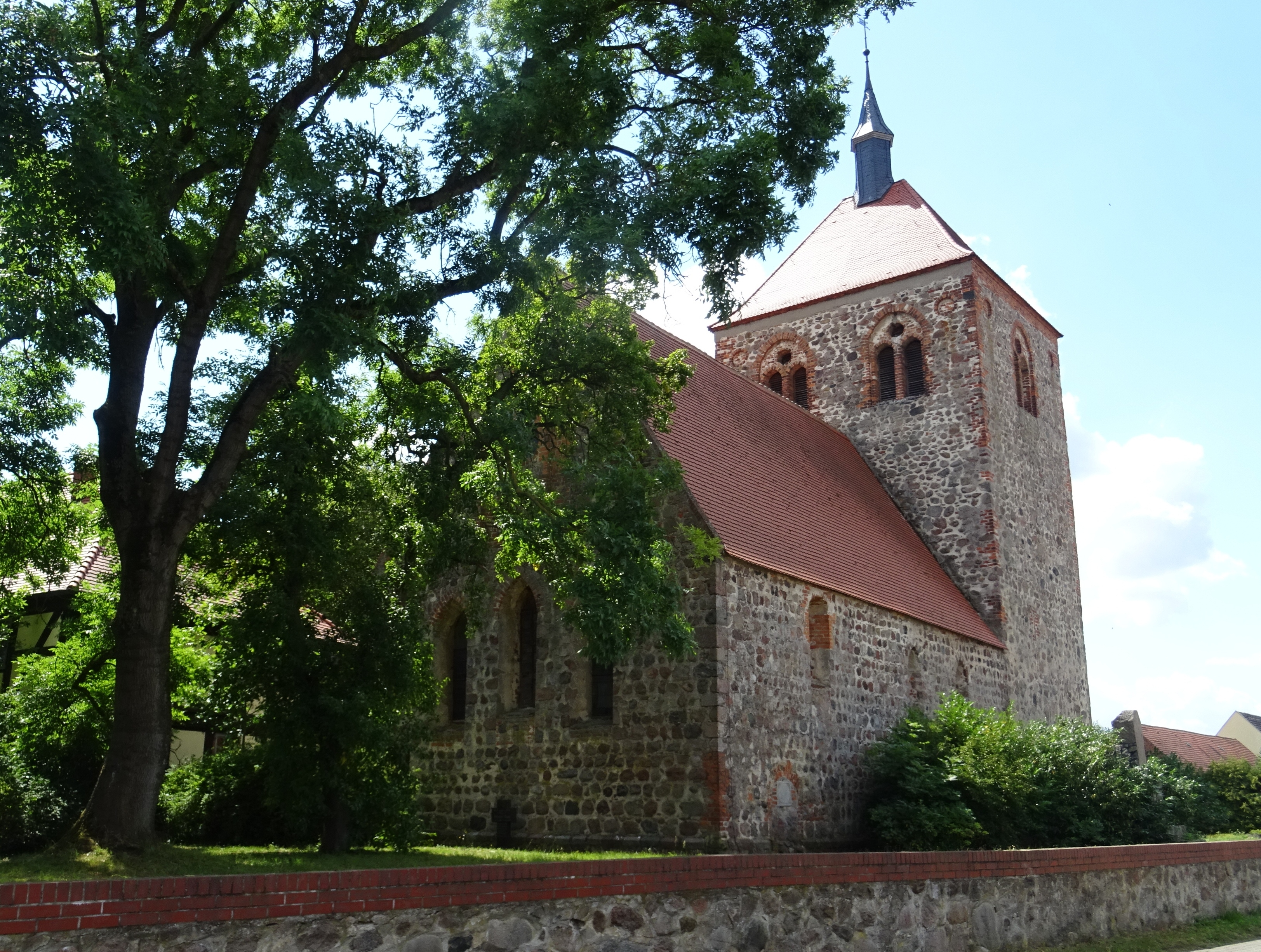
Dorfkirche Kuhsdorf

Die evangelische, denkmalgeschützte Dorfkirche Kuhsdorf steht in Kuhsdorf, einem Ortsteil der Gemeinde Groß Pankow im Landkreis Prignitz in Brandenburg. Die Kirche gehört zur Gesamtkirchengemeinde Region Pritzwalk im Kirchenkreis Prignitz der Evangelischen Kirche Berlin-Brandenburg-schlesische Oberlausitz.

## Beschreibung
Die wenig veränderte Saalkirche aus Feldsteinen wurde in der zweiten Hälfte des 13. Jahrhunderts gebaut. Sie hat einen querrechteckigen spätgotischen Kirchturm im Westen von der Breite des Langhauses, der quer mit einem Walmdach bedeckt ist, aus dem sich ein sechseckiger, schiefergedeckter Dachreiter erhebt, der mit einem Knickhelm bedeckt ist. Hinter den rundbogigen, als Biforien gestalteten Klangarkaden befindet sich der Glockenstuhl.
Im Westen des Innenraums wurde 1737 eine Empore eingebaut. Die Kirchenausstattung wurde am Anfang des 18. Jahrhunderts bis auf das achteckige, spätgotische Taufbecken erneuert. Hierzu zählt der 1707 gebaute zweigeschossige Kanzelaltar, der von gewundenen Säulen flankiert wird, zwischen denen der Korb der Kanzel eingebaut ist. Die Orgel mit sieben Registern, einem Manual und einem Pedal wurde 1883 von Friedrich Hermann Lütkemüller gebaut.